# Zasloužilý pracovník veterinárního lékařství Ukrajiny
Zasloužilý pracovník veterinárního lékařství Ukrajiny (ukrajinsky Заслужений працівник ветеринарної медицини України) je státní vyznamenání Ukrajiny založené roku 2001. Udílen je v souladu se zákonem Ukrajiny O státních vyznamenáních Ukrajiny.

## Historie a pravidla udílení
Čestný titul Zasloužilý pracovník veterinárního lékařství Ukrajiny založila Nejvyšší rada Ukrajiny zákonem č. 2775-III O změnách ukrajinského zákona o veterinárním lékařství ze dne 15. listopadu 2001. Tento zákon tak pozměnil zákon č. 1549-III O státních vyznamenáních Ukrajiny ze dne 16. března 2000. Udělení čestného titulu se provádí dekretem prezidenta Ukrajiny. Lze jej udělit občanům Ukrajiny, cizincům i osobám bez státní příslušnosti. Nelze jej však udělit posmrtně.
Podle zákona O čestných titulech Ukrajiny ze dne 29. června 2001 (ve znění ze dne 30. dubna 2002) se tento čestný titul udílí specialistům a zaměstnancům veterinárního lékařství v podnicích, institucích a dalších organizacích bez ohledu na jejich vlastnictví. Udílen je za významné úspěchy při provádění státní veterinární a hygienické kontroly a dohledu nad kvalitou a bezpečností potravin a potravinářských surovin, za ochranu Ukrajiny před infekčními chorobami a za zásluhy při jejich léčbě, stejně jako za implementaci vědeckých novinek do veterinární praxe.

## Popis odznaku
Odznak se svým vzhledem podobá dalším odznakům čestných ukrajinských titulů v kategorii zasloužilý. Odznak má tvar oválného věnce spleteného ze dvou větviček vavřínových listů. Ve spodní části jsou větvičky spojeny stuhou. Uprostřed odznaku je nápis Заслужений працівник ветеринарної медицини. V horní části je věnec přerušen státním znakem Ukrajiny. Všechny nápisy i motivy jsou na odznaku vyraženy. Na zadní straně je spona umožňující jeho připnutí k oděvu. Odznak je vyroben ze stříbra.